# Heinz Mörschel
Heinz Robert Mörschel (* 24. August 1997 in Santo Domingo, Dominikanische Republik) ist ein dominikanisch-deutscher Fußballspieler. Nachdem der Mittelfeldspieler in der Jugend zu drei Einsätzen für die deutsche U18-Nationalmannschaft kam, spielt er seit 2023 für die dominikanische Nationalmannschaft. Auf Vereinsebene spielt er seit dem Sommer 2024 für den portugiesischen Zweitligisten FC Vizela.

## Karriere

### Vereine
In seiner Jugend spielte Mörschel, der mit seinem Vater Heinz sowie seiner dominikanischen Mutter im Alter von acht Monaten aus der Dominikanischen Republik nach Deutschland gekommen war und in Frankfurt-Bornheim aufwuchs, für Eintracht Frankfurt, den FSV Frankfurt und den 1. FSV Mainz 05 und stieg zur Saison 2016/17 aus der A-Jugend von Mainz 05 in die Reservemannschaft, den 1. FSV Mainz 05 II, auf. Sein Debüt für die zweite Mannschaft in der 3. Liga und damit sein Profidebüt gab er am 10. August 2016 beim 2:2 im Spiel gegen den VfL Osnabrück. In der Nachspielzeit der zweiten Hälfte wurde er vom Trainer Sandro Schwarz für Philipp Klement eingewechselt.
Zur Saison 2018/19 schloss er sich für zwei Jahre Holstein Kiel an. Sein Zweitligadebüt gab er am ersten Spieltag beim 3:0-Auswärtssieg beim Bundesligaabsteiger Hamburger SV. Sein erstes Pflichtspieltor für die Kieler erzielte er nach seiner Einwechslung am zehnten Spieltag beim 1:1 gegen den 1. FC Köln in der 88. Spielminute. Nach insgesamt nur acht Saisoneinsätzen (ein Tor) wurde er im Sommer 2019 vom Training freigestellt, um sich der Suche nach einem neuen Verein widmen zu können.
Am 1. Juli 2019 wurde Mörschel vom Drittligisten Preußen Münster verpflichtet und mit einem Zweijahresvertrag ausgestattet. In der Hinrunde wurde er als Angreifer eingesetzt und erzielte vier Treffer, in der Rückserie spielte er überwiegend im Mittelfeld und schoss vier weitere Tore. Mit Münster stand am Saisonende der Abstieg in die Regionalliga an, Mörschel ging den Schritt jedoch nicht mit und wechselte gemeinsam mit seinem Teamkameraden Fridolin Wagner zum in der 3. Liga verbliebenen KFC Uerdingen 05, bei dem er einen Zweijahresvertrag erhielt. Dieser wurde im Januar 2021 aufgelöst.
Am 20. Januar 2021 unterschrieb Mörschel einen bis zum 30. Juni 2022 laufenden Vertrag beim Drittligisten Dynamo Dresden. Bis zum Saisonende schoss er dort sieben Tore in 18 Drittligapartien. Mit Dresden gelang ihm der Aufstieg in die Zweite Bundesliga, wo er jedoch in 26 Spielen nur dreimal treffen konnte. Sein Vertrag bei Dresden wurde nicht verlängert und er verließ nach jener Saison 2021/22 den Verein.
Im Februar 2023 unterschrieb er schließlich in Ungarn beim Újpest FC. Im Sommer 2024 wechselte Mörschel nach Portugal zum FC Vizela in die Segunda Liga.

### Nationalmannschaft
In den Jahren 2014 und 2015 absolvierte Mörschel drei Spiele für die deutsche U18-Nationalmannschaft, in denen er ein Tor erzielte.
Im September 2023 bestritt Mörschel sein erstes Spiel für die Mannschaft der Dominikanischen Republik gegen Nicaragua, als er in der CONCACAF Nations League auflief. Im selben Wettbewerb gelangen ihm beim 6:1-Auswärtsieg gegen Dominica am 16. November 2024 zwei Tore und eine Torvorlage.